# Netherby (North Yorkshire)
Netherby ist eine Ortschaft in North Yorkshire (England), 4,8 km südwestlich von Sicklinghall gelegen.
Im Ort gibt es die römisch-katholische St. Joseph Church, die Pannal Church der Church of England, die Chaim Synagoge sowie einige weitere Gotteshäuser.
Auf einer in Netherby gefundenen Weiheinschrift wird der Name der keltischen Gottheit Veteris zusammen mit Mogon genannt. Veteris wird besonders im Bereich des Hadrianswalles in insgesamt über 50 Inschriften aus der romano-britischen Zeit erwähnt.